# Vevo
Vevo(비보)는 미국의 음원 미디어 공급회사이자, 음원 미디어 서비스이다. 주로, 구글(알파벳)이 유튜브를 운영하여, 유니버설 뮤직 그룹, 소니 뮤직 엔터테인먼트, 워너 뮤직 그룹의 세계 3대 레이블 회사의 뮤직 비디오를 공급을 하고 있다. 유튜브로 벌어들인 수입은 3사 레이블과 구글(알파벳)이 각각 절반씩 나눠 가져간다. 브랜드 값어치는 높은 편이라서 다른 유튜브 광고에 비하면 높은 편이며, 자체 채널 내의 광고는 직접 광고판매영업을 한다. 또한, 구글 애드센스에서의 활동한 광고에서의 가져간 수입은 일반 광고에서의 3달러 보다 20~25달러로 높은 편이다. 그러나 광고물량이 안 팔리거나 북미지역 외에서 시청할 경우 빈 광고자리에 애드센스 광고가 들어가기 때문에 유튜브 시청수를 포함한 자체 채널 평균 수입이 일반 유튜버 스타보다 5~7달러 정도 많은 것으로 알려져 있다.
2018년 5월 24일자로, 비보는 모든 애플리케이션과 웹사이트를 폐쇄하기로 했으며 곧 구글에 인수되거나 유튜브의 독점 MCN이 될 것으로 보인다. 직접광고판매권은 유튜브나 더블클릭 (기업)의 Google Preferred를 통해 패키지 판매될 예정이다.

## 같이 보기
- 유튜브 최다 조회수 영상 목록